# Жамбылский областной архив
Жамбылский областной архив (каз. Жамбыл облыстық мұрағаты) — учреждение для хранения документов в казахстанском городе Таразе с филиалами в городе Каратау и 8 районах Жамбылской области. Научно-справочный фонд — более 1,5 тыс. документов.
Создан в октябре 1939 года на базе государственного архива. Хронология документов начинается с 1917 года.